# Assassin's Creed IV: Black Flag
Assassin's Creed IV: Black Flag је акцијско-авантуристичка видео игрица направљена од стране Убисофт Монтреал и објављена од стране Убисофта. Ово је шеста игра у Assassin's creed серијалу. Њен историјски временски оквир претходи Assasin's Creed III(2012), иако је по модерним секвенцама боља од III игрице. Black Flag је оригинално избачена за PlayStation 3, Xbox 360 и Wii U у октобру 2013 године, а месец дана касније и за PlayStation 4, Xbox 1 i Microsoft Windows. Избачена је и на Nintendo switch-у као део Assassin's Creed : The Rebel Collection заједно са  Assassin's Creed:Rouge у децембру 2019.
Прича се одвија у измишљеној историји догађаја из стварног света и прати вишевековну борбу између асасина, који се боре за мир слободном вољом, и Темплара, који желе мир путем контроле. Радња се дешава у 21. веку и описује играча као Абстерго агента. Главна прича је смештена на Карибима из 18. века за време златног доба пиратства, и прати злогласног велшког пирата Едварда Кенвеја, деду протагонисте Assassin's Creed III  Ratonhnhaké:ton-a i оца антагонисте Хејтам Кенвеја, који се уплео у конфликт између Асасина и Темплара. Покушај успостављања Републике пиратске утопије(ослобођена од власти британске и шпанске круне)значајан је за причу.
За разлику од претходних игрица, елементи гејмплеја се више фокусира на истраживање отвореног света путем брода, уз задржавање серијиног копненог истраживања у трећем лицу, борбе на близину, и система скривања. Мултиплејер се враћа, али само са копненим модовима и подешавањима. Поставка игре обухвата западну Индију и три главна града Хавану, Насау и Кингстон заједно са бројним острвима,потопљеним бродовима и утрвђењима. Играчи имају опцију да лове морске животиње харпуном и да лове копнене животиње. Први пут у серијалу је морнаричко истаживање главни део Assassin's Creed игре, где је Едвард Кенвеј капетан брода Jackdaw, ког је заробио из шпанске флоте у мисији са почетка игре.
Assassin's Creed IV: Black Flag је добила позитивне критике и била је једна од најпродаванијих игрица 2013 године, са преко 15 милиона копија продатих до 2020. Критичари су хвалили масиван отворен свет, бројне споредне мисије, графику и побољшане морнаричке битке. Пиратска тема и интерактивна прича су добро примљене од стане критичара. Међутим модерна прича је добила мешовите одговоре, док је критика пала на аспекте историјских мисија приче који су сматрале понављајућим. Игра је добила неколико награда и номинација, укључујући освајање Spike VGX 2013 за најбољу акцијско-авантуристичку игру. Следеиле су је Assassin's Creed:Unity и Assassin's Creed:Rouge у новембру 2014.

## Гејмплеј
Assassin's Creed IV:Black Flag је акцијско-авантуристичка игра постављена у "open world" окружење и игра се из перспективе трећег лица. У игри се појављују три града кључна за радњу:Хавана, Кингстон и Насау, који су тим редом под Шпанским, Британским и пиратским утицајем. Такође, локације као што су Порт о Пренс и мања места као Велика Инагуа користе се као важна места за развој радње. Игра такође садржи 50 различитих локација које се могу истражити, укључујући корална острва, морске тврђаве, Мајанске рушевине, плантаже шећера и потопљене бродове, са односом 60/40 између копненог и поморског истраживања. Мисије подсећају на оне из првог дела Assassins creed-а, и ограничења које играч има мања су у односу на остале наставке игре. Мапу је могуће истраживати убрзо након почетка игре, за разлику од Assassin's creed-а III који на почетку има врло исцениране мисије на чији ток играч не може много да утиче. Играч ће се сусрести са џунглама, рушевинама, тврђавама и малим селима. Свет је направљен тако да да играчу више слобода, као што су нападање и заробљавање других бродова и пливање до околних плажа. Такође, систем лова је исти као и у Assassin's creed-у III. Он дозвољава играчу да лови и копнене и морске животиње и са сакупљеним ресурсима унапреди своју опрему.
Нови аспект у игри јесте Jackdaw, брод на ком је играч капетан. Jackdaw се може унапредити током игре, и лако је приступити му када год је потребан играчу. Такође додата је нова компонента подводног истраживања. Играч има приступ дурбину, који дозвољава посматрање удаљених бродова, као и сазнање о њиховој снази и терету који носе. Исто тако,може помоћи играчу да сазна да ли острво има још животиња за лов, скривеног блага или других споредних задатака као што су атентати или поморски уговори. Систем регрутовања који се појављује у Assassin's creed:Brotherhood-у је поново уведен, он дозвољава играчу да регрутује нове чланове посаде. Иако је Едвардова посада лојална, може се унапредити у капетане заробљених бродова и помаже у поморским борбама, она не може учествовати у борбама на земљи или помагати у мисијама које играч извршава, као што је био случај у претходним насловима. Убисофт је уклонио такав систем јер је он дозвољавао играчима да превише лако превазиђе напете ситуације.
У садашњем времену, у канцеларијама "Abstergo Entertainment"-помоћног предузећа компаније Abstergo Industries у Монтреалу на Квебеку, играч учествује у модерном пиратству кроз истраживање Абстергових канцеларија, прислушкивању и хаковању, све то без борбе. Такође је присутно "хаковање" које подсећа на разне пузле које играч среће у главном делу игре. Оне играчу помажу да открије многе тајне о Абстергу. Мултиплејер је такође поново уведен, али може да се одвија само на копну.

## Ликови
Главни лик у игрици је Едвард Кенвеј (Мет Рајан),велшки пират и касније члан реда асасина. Едвард је отац Хејтама Кенвеја, и деда Ratonhnhaké:ton-а(Конора), два главна лика Assassin's Creed-а III. Ликови које играч среће а постојали су у стварности су: Едвард "Црнобради" Теч(глас позајмио Марк Бонар),Бенџамин Хорниголд,Мери Рид,Стид Бонет,Ана Бони,Калико Џек i Чарлс Веин,(Ралф Инесон).

## Окружење
Као што је био случај у претходним играма Assassin's Creed серијала, прича је подељена на две испреплетене половине, са једном у данашњем, а другом у историјском окружењу, и догађаји који утичу један на други. Иако је данашња прича раније утврдила да је Анимус неопходан за виђење сећања нечијих предака, крај Assasins's Creed-а III открива да Абстерго може да гледа генетске успомене домаћина помоћу само секвенцирања ДНК-а домаћина. Као такав, играч је унајмљен од стране Abstergo Enterainment-а да истажи битног карактера у Дезмондовима предцима асасина Едварда Кенвеја. Злогласни пират и приватник који је радио за време златног доба пиратства, прича Кенвеја је смештена на Карибима и меша отворено истаживање бродом и са борбом и копненим авантурама на Куби и Јамајци, и пуно Карибских острва, делове јужне Флориде и источног Мексика.

## Заплет
Узорци који су узети са тела Дезмонда Мајлса у тренуцима након његове смрти омогућили су компанији Abstergo Industries да настави са истраживањем његовог генетског памћења користећи Анимусове новопронађене могућности компјутерског облака. Неименованог играча унајмљује Abstergo Industries из њиховог седишта у Монтреалу, да проживи успомене Едварда Кенвеја, пирата из осамнаестог века, оца Хејтама Кенвеја и деде Ratonhnhaké:ton-а. Наводно је ово прикупљање материјала за интерактивни филм који је покренут Анимусом. У ствари, Абстерго-Темплари садашњости-траже структуру прве цивилизације познатију као Обзерваторију, и користе Едвардова сећања да би је пронашли. 
Као Едвард,играч разоткрива завере између битних Темплара унутар британске и шпанске империје који су, под кринком чишћења пиратства са Кариба, користили своје положаје да би лоцирали мудраца, касније идентификованог као Бартоломеја Робертса-који је једини човек који може да их доведе до обсерваторије, уређаја прве цивилизације који може да надгледа било кога на свету када је принет узорак крви, који планирају да користе за шпијунирање и уценивање светских лидера. Едвард постаје несвесни играч у њиховој завери када убије одметлог асасина, Данкана Валопола. Видевши прилику за профит Едвард заузима место Валпола на састанкy темплара у Хавани, где се сусреће са Вудсом Роџерсом и Кубанским гувернером и темпларским велемајстором, Лауреано Торесом. Његова несмотреност угрожава читав ред Асасина, што га је натерало да прати мудраца и завернике од полуострва Јукатан до Јамајке, чиме је на крају ухватио Робертса на острву Принсипе крај Афричке обале.
У међувремену, група озлоглашених пирата укуључујући Едварда "Црнобрадог" Теча, Бенџамина Хорниголда, Мери Рид и Чарлса Веина између осталих, сањају о гусарској утопији у којој је човек слободан да живи ван домашаја краљева и владара. Уз Едвардову помоћ, они преузимају контролу над Насауом и успостављају гусарску републику. Међутим,лоше управљање, недостатак економије и избијање болести доводе гусарску државу у опасност од рушења, а оснивачи су подељени на најбољи начин. Едвард покушава да разреши спор, али је прекасно да заустави темпларе да искористе ситуације за своје циљеве.
На крају, Едвард и Робертс откирвају локацију обсерваторије и повраћају артефакт којим он управља,али Робертс издаје Едварда у последњем тренутку. Након кратког боравка у затвору због злочина пиратства, Едвард бежи уз помоћ Ах Табаја, Асасин Ментора, и изабере да се придружи њиховом реду. Прогањајући и елиминишући Робертса и завернике Темплара, Едвард узима артефакт и враћа га у обсерваторију запечаћујући га заувек. Суочен је са неизвесном будућношћу са својим новим проналасцима док не прими писмо у коме га обавештава о смрти његове жене и скором доласку његове до сада непознате ћерке Џенифер Скот. Едвард путује назад у Енглеску, обећавши Ах Табаију да ће наставити борбу против темплара, кући у Енглеској. Неколико година касније, Едвард, Џенифер(користећи мајчино презиме) и Едвардов син Хејтам присуствују представи у једном енглеском позоришту.
У садашњости, играча контактира Џон, менаџер за информационе технологије компаније Abstergo Entertainment. Џон уверава играча да њихови послодавци знају више него што говоре и охрабрује их да детаљније истражују. Убеђује играча да хакује неколико Анимус терминала и безбедносних камера, а потом им даје да достављају информације однете Шону Хејстингсу и Ребеки Крејн, који раде прикривено на инфилтрирању у Абстерго. Кад се објекат закључа након откривања хакова, Џон договара играчу да приступи Анимусовом језгру, у коме се Јуно материјализује у непристрасни облик. Она открива да, иако је било потребно отворити храм да би се спречила катастрофа, свет није био спреман за њу и није у стању да утиче на то или да поседује играчки лик онако како су њени агенти намеравали. Џон није отркивен као реинкарнирани облик мудраца и покушава убити играча како би прикрио неуспешан покушај васкрсења Јуно-а, али га убија Абстергово обезбеђење пре него што то може да учини, имплицирајући га као оног који је одговоран за хакове. Као Робертс, мудрац признаје Кенвеју да не дугује оданост асасинима или темпларима и уместо тога користи онога кога он сматра најбољом шансом за постизање својих циљева. Са мудрацем мртвим, играча контактирају асасини док настављају инфилтрацију у Абстерго, али ниједна страна није способна да објасни присуство мудраца или да идентификује његове следбенике инструменте прве воље.

## Продаја
У току прве недеље од избацивања, у Уједињеном Краљевству Assassins's creed IV:Black Flag постао је најпродаванија игра на свим платформама, испред Battlefield-a 4. Међутим, продаја у првој недељи била је 60% мања него код Assassin's creed-а III из 2012. године. Убисофт је за пад заинтересовања окривио несигурност која је настала скорим пребацивањем на Козоле осме генерације. Према представницима из NPD групе,Assassins's creed IV:Black Flag био је трећа најпродаванија игрица у новембру 2013. у САД, одмах иза Call of Duty: Ghostsи Battlefield 4. У мају 2014., Убисофт је објавио даје испоручено преко 11 милиона копија ове игрице. До 2020. продато је више од 15 милиона копија.

## Награде
Assassins's creed IV:Black Flag номинован је за игрицу године од стране медија Cheat Code Central,GameSpot,i Inside Gaming Awards. Освојио је награду Spike VGX 2013 за најбољу акцијско-авантуристичку игру, и Game Spot награду за игру године на PS4 конзоли и игру године на Xbox one конзоли.

## Рефернце
1. 1 2  „Be Excited About Assassin's Creed IV. And Be Skeptical.”. Kotaku (на језику: енглески). Приступљено 2020-04-14.
2. 1 2 3  Game Reveal Interview - IGN (на језику: енглески), Приступљено 2020-04-14
3. 1 2 3 4 5 6 7 8 9 10  „Be Excited About Assassin's Creed IV. And Be Skeptical.”. Kotaku (на језику: енглески). Приступљено 2020-04-14.
4. 1 2  Hanson, Ben. „Exploring The Open World Of Assassin's Creed IV: Black Flag”. Game Informer (на језику: енглески). Архивирано из оригинала 25. 10. 2020. г. Приступљено 2020-04-14.
5. ↑  Thursten, Chris (2012-11-30). „Assassin's Creed 3 review”. PC Gamer (на језику: енглески). Приступљено 2020-04-14.
6. ↑  „Official Xbox Magazine | GamesRadar+”. gamesradar (на језику: енглески). Приступљено 2020-04-14.
7. ↑  Vore, Bryan. „Assassin's Creed IV: Black Flag Preview”. Game Informer (на језику: енглески). Архивирано из оригинала 15. 05. 2019. г. Приступљено 2020-04-14.
8. ↑  Juba, Joe (2013). „Assassin's Creed IV: Black Flag How to be a pirate.”. GameInformer. GameStop. XXIII (244): 62.
9. ↑  „Assassin’s Creed IV Black Flag – Present Day Q&A - UbiBlog | Ubisoft®”. web.archive.org. 2013-08-07. Архивирано из оригинала 07. 08. 2013. г. Приступљено 2020-04-14.
10. 1 2 3  Kato, Matthew. „Assassin's Creed IV: Black Flag Voice Actors Discuss Their Craft”. Game Informer (на језику: енглески). Архивирано из оригинала 20. 06. 2020. г. Приступљено 2020-04-14.
11. ↑   https://web.archive.org/web/20200807085648/https://www.walesonline.co.uk/lifestyle/pirate-hero-new-assassins-creed-6074652. Архивирано из оригинала 07. 08. 2020. г. Невалидан унос |dead-url=dead (помоћ); Недостаје или је празан параметар |title= (помоћ)
12. ↑  McDevitt, Darby (2013T12:56). „PS: We are using "Ed Thatch" for Blackbeard, not the more common but probably incorrect "Teach." Ask Colin Woodard why....”. @DarbyMcDevitt (на језику: енглески). Приступљено 2020-04-14. Проверите вредност парамет(а)ра за датум: |date= (помоћ)
13. ↑  The Dawn of Assassin’s Creed IV: Black Flag - IGN (на језику: енглески), Приступљено 2020-04-14
14. ↑  „Assassin's Creed IV: Black Flag Is The Next Assassin's Creed, Ubisoft Confirms. Now, About That...”. Kotaku (на језику: енглески). Приступљено 2020-04-14.
15. ↑  „The Other Side of that Supposed Assassin's Creed IV Poster is a Map”. Kotaku (на језику: енглески). Приступљено 2020-04-14.
16. ↑  „Assassin's Creed IV: A Pirate's Life for Thee”. GameSpot (на језику: енглески). Приступљено 2020-04-14.
17. ↑  „Assassin's Creed sales down 60% year-on-year, Battlefield 4 down 69% on Battlefield 3”. VideoGamer.com (на језику: енглески). Приступљено 2020-04-14.
18. ↑  „Assassin's Creed 4 sales slump attributed to next-gen launch”. VideoGamer.com (на језику: енглески). Приступљено 2020-04-14.
19. ↑  „November NPD: PS4 is 'top-selling' console, Xbox One is 'fastest-selling' [Update: Nintendo boasts big numbers, too] | Joystiq”. web.archive.org. 2013-12-16. Архивирано из оригинала 16. 12. 2013. г. Приступљено 2020-04-14.
20. ↑  Assassin's Creed 4 Ships 11 Million Copies - IGN (на језику: енглески), Приступљено 2020-04-14
21. ↑  „CheatCC's Cody Awards 2013: The Game of the Year Winner!”. www.cheatcc.com. Архивирано из оригинала 14. 04. 2020. г. Приступљено 2020-04-14.
22. ↑  „Overall Game of the Year 2013 Winner”. GameSpot (на језику: енглески). Приступљено 2020-04-14.
23. ↑  „Inside Gaming”. YouTube (на језику: српски). Приступљено 2020-04-14.
24. ↑  „'Grand Theft Auto V' Tops Spike VGX 2013 Award Winners List”. Game Rant (на језику: енглески). 2013-12-08. Приступљено 2020-04-14.
25. ↑  „PS4 Game of the Year 2013 Winner”. GameSpot (на језику: енглески). Приступљено 2020-04-14.
26. ↑  „Xbox One Game of the Year 2013 Winner”. GameSpot (на језику: енглески). Приступљено 2020-04-14.